# 캐리비안 시리즈
캐리비안 시리즈는 1949년부터 시작된 라틴 아메리카 지역 국가 야구리그팀 간의 국제 대회이다. 매년 2월 경이 개최되며 각국의 리그를 대표하는 팀들이 토너먼트 방식으로 우승팀을 가린다. 초기에는 푸에르토리코, 베네수엘라, 쿠바, 파나마가 출전했으나 1960년대 쿠바의 공산화로 큐반 리그가 없어지면서 대회도 중단이 되었다. 이후 1970년부터 쿠바와 파나마팀 대신 도미니카 공화국이 참여하면서 대회가 부활되었으며 1971년에는 멕시코의 멕시칸 퍼시픽 리그가 합류하면서 지금까지 이어지고 있다. 2014년 대회에는 53년 만에 쿠바 우승팀이 출전했고 2019년 대회는 베네수엘라의 정치적, 사회적 혼란으로 대회를 반납해 예전 참가팀이었던 파나마에서 대회 개최를 했다. 파나마 리그의 참가로 라틴아메리칸 시리즈 참가팀인 니카라과 리그와 콜롬비아 리그 팀의 캐리비안 시리즈 참여에 대한 논의도 이루어지고 있다.

## 대회 규모
매년 많은 기업들이 캐리비안 시리즈와 스폰서를 체결하려는 중이며, 세계 야구팬들은 갈수록 규모가 커져가는 캐리비안 시리즈를 보고 "리틀 월드 시리즈"라고 하기도 한다.

## 참가 리그
- 도미니카 윈터 베이스볼 리그 (1970 ~ )
- 멕시칸 퍼시픽 리그 (1971 ~ )
- 베네수엘라 프로페셔널 베이스볼 리그 (1949 ~ 1959, 1970~ )
- 로베르토 클레멘테 프로페셔널 베이스볼 리그 (1949 ~ 1960, 1970 ~ )

### 이전 참가 리그
- 니카라과 프로페셔널 베이스볼 리그 (2024)
- 콜롬비아 프로야구 리그 (2020 ~ 2023)
- 큐반 리그 (1949 ~ 1960)
- 쿠바 내셔널 시리즈 (2014 ~ 2019)
- 쿠바 엘리트 야구 리그 (2023)
- 퀴라소 내셔널 챔피언십 AA 리그 (2023)
- 퀴라소 프로야구 리그 (2024)
- 파나마 프로야구 리그 (1949 ~ 1960, 2019 ~ 2024)

## 역대 대회 결과
| 년도      | 개최지                                | 우승팀                       | 기록          |
| --------- | ------------------------------------- | ---------------------------- | ------------- |
| 1949년    | 아바나                                | 알멘다레스                   | 6–0           |
| 1950년    | 산후안                                | 카르타 비에자                | 5–1           |
| 1951년    | 카라카스                              | 캉그레헤로스 데 산투르세     | 5–1           |
| 1952년    | 파나마시티                            | 라 아바나                    | 5–0           |
| 1953년    | 아바나                                | 캉그레헤로스 데 산투르세 (2) | 5–0           |
| 1954년    | 산후안                                | 크리오요스 데 카과스         | 4–2           |
| 1955년    | 카라카스                              | 캉그레헤로스 데 산투르세 (3) | 5–1           |
| 1956년    | 파나마시티                            | 시엔푸에고스                 | 5–1           |
| 1957년    | 아바나                                | 티그레스 데 마리아나오       | 5–0           |
| 1958년    | 산후안                                | 티그레스 데 마리아나오 (2)   | 4–2           |
| 1959년    | 카라카스                              | 알멘다레스 (2)               | 5–0           |
| 1960년    | 파나마시티                            | 시엔푸에고스 (2)             | 6–0           |
| 1961–1969 | 개최되지 않음                         | 개최되지 않음                | 개최되지 않음 |
| 1970년    | 카라카스                              | 나베겐테스 델 마가라네스     | 7–1           |
| 1971년    | 산후안                                | 티그레스 델 리세이           | 6–0           |
| 1972년    | 산토도밍고                            | 레오네스 데 폰세             | 5–1           |
| 1973년    | 카라카스                              | 티그레스 델 리세이 (2)       | 5–1           |
| 1974년    | 에르모시요                            | 크리오요스 데 카과스 (2)     | 4–2           |
| 1975년    | 산후안                                | 바퀘로스 드 바야몬           | 5–1           |
| 1976년    | 산토도밍고 & 산티아고데로스카바예로스 | 나란제로스 드 에르모시요     | 5–1           |
| 1977년    | 카라카스                              | 티그레스 델 리세이 (3)       | 6–0           |
| 1978년    | 마사틀란                              | 인디오스 데 마야궤스         | 5–1           |
| 1979년    | 산후안                                | 나베겐테스 델 마가라네스 (2) | 5–1           |
| 1980년    | 산토도밍고                            | 티그레스 델 리세이 (4)       | 4–2           |
| 1981년    | 개최되지 않음                         | 개최되지 않음                | 개최되지 않음 |
| 1982년    | 에르모시요                            | 레오네스 델 카라카스         | 5–1           |
| 1983년    | 카라카스                              | 로보스 데 아레시보           | 5–1           |
| 1984년    | 산후안                                | 아길라스 델 줄리아           | 5–1           |
| 1985년    | 마사틀란                              | 티그레스 델 리세이 (5)       | 5–1           |
| 1986년    | 마라카이보                            | 아길라스 드 멕시칼리         | 4–2           |
| 1987년    | 에르모시요                            | 크리오요스 데 카과스 (3)     | 5–2           |
| 1988년    | 산토도밍고                            | 레오네스 델 에스코기도       | 4–2           |
| 1989년    | 산후안                                | 아길라스 델 줄리아 (2)       | 5–1           |
| 1990년    | 마이애미                              | 레오네스 델 에스코기도 (2)   | 5–1           |
| 1991년    | 마이애미                              | 티그레스 델 리세이 (6)       | 5–0           |
| 1992년    | 에르모시요                            | 인디오스 데 마야궤스 (2)     | 5–1           |
| 1993년    | 마사틀란                              | 캉그레헤로스 데 산투르세 (4) | 5–2           |
| 1994년    | 푸에르토라크루스                      | 티그레스 델 리세이 (7)       | 5–1           |
| 1995년    | 산후안                                | 세나도레스 데 산후안         | 6–0           |
| 1996년    | 산토도밍고                            | 토마테로스 드 쿠리아칸       | 5–1           |
| 1997년    | 에르모시요                            | 아길라스 시베나스            | 4–2           |
| 1998년    | 푸에르토라크루스                      | 아길라스 시베나스 (2)        | 6–0           |
| 1999년    | 산후안                                | 티그레스 델 리세이 (8)       | 5–2           |
| 2000년    | 산토도밍고                            | 캉그레헤로스 데 산투르세 (5) | 6–0           |
| 2001년    | 쿨리아칸                              | 아길라스 시베나스 (3)        | 4–2           |
| 2002년    | 카라카스                              | 토마테로스 드 쿠리아칸 (2)   | 5–1           |
| 2003년    | 카롤리나                              | 아길라스 시베나스 (4)        | 6–1           |
| 2004년    | 산토도밍고                            | 티그레스 델 리세이 (9)       | 5–1           |
| 2005년    | 마사틀란                              | 베나도스 데 마사틀란         | 5–1           |
| 2006년    | 발렌시아 & 마라카이                   | 레오네스 델 카라카스 (2)     | 6–0           |
| 2007년    | 카롤리나                              | 아길라스 시베나스 (5)        | 5–1           |
| 2008년    | 산티아고데로스카바예로스              | 티그레스 델 리세이 (10)      | 5–1           |
| 2009년    | 멕시칼리                              | 티그레스 데 아라과           | 5–1           |
| 2010년    | 마르가리타섬                          | 레오네스 델 에스코기도 (3)   | 5–1           |
| 2011년    | 마야궤스                              | 오브레곤 야퀴스              | 4–2           |
| 2012년    | 산토도밍고                            | 레오네스 델 에스코기도 (4)   | 4–2           |
| 2013년    | 에르모시요                            | 오브레곤 야퀴스 (2)          | 4–3           |
| 2014년    | 마르가리타섬                          | 나란제로스 드 에르모시요 (2) | 4–2           |
| 2015년    | 산후안                                | 피나르 델 리오               | 3–2           |
| 2016년    | 산토도밍고                            | 베나도스 데 마사틀란         | 6–0           |
| 2017년    | 쿨리아칸                              | 크리오요스 데 카과스 (4)     | 3–3           |
| 2018년    | 과달라하라                            | 크리오요스 데 카과스 (5)     | 4–2           |
| 2019년    | 파나마시티                            | 토로스 데 에레라             | 4–1           |
| 2020년    | 산후안                                | 토로스 델 에스테             | 6–1           |
| 2021년    | 마사틀란                              | 아길라스 시베냐스            | 7–0           |
| 2022년    | 산토도밍고                            | 카이마네스 데 바랑키야       | 5–2           |
| 2023년    | 카라카스, 라과이라                    | 티그레스 델 리세이           | 6–3           |
| 2024년    | 마이애미                              | 티부로네스 데 라 과이라      | 7–1           |

## 최다 우승팀
- 티그레스 델 리세이, 11회 : 1971, 1973, 1977, 1980, 1985, 1991, 1994, 1999, 2004, 2008, 2023
- 아길라스 시베나스, 6회 : 1997, 1998, 2001, 2003, 2007, 2021
- 캉그레헤로스 데 산투르세, 5회 : 1951, 1953, 1955, 1993, 2000
- 크리오요스 데 카과스, 5회 : 1954, 1974, 1987, 2017, 2018
- 레오네스 델 에스코기도, 4회 : 1988, 1990, 2010, 2012

## 국가별 우승수
- 도미니카 공화국, 22회 : 1971, 1973, 1977, 1980, 1985, 1988, 1990–91, 1994, 1997–99, 2001, 2003–04, 2007–08, 2010, 2012, 2020, 2021, 2023
- 푸에르토리코, 14회 : 1951, 1953–55, 1972, 1974–75, 1978, 1983, 1987, 1992–93, 1995, 2000
- 멕시코, 9회 : 1976, 1986, 1996, 2002, 2005, 2011, 2013, 2014, 2016
- 쿠바, 8회 : 1949, 1952, 1956–60, 2015
- 베네수엘라 , 8회 : 1970, 1979, 1982, 1984, 1989, 2006, 2009, 2024
- 파나마, 2회 : 1950, 2019
- 콜롬비아, 1회 : 2022

## 같이 보기
- 아시아 시리즈
- 월드 시리즈
- 유러피안 야구 컵
- 라틴아메리카 시리즈